# Amphiodia fissa
Amphiodia fissa är en ormstjärneart som först beskrevs av Christian Frederik Lütken 1869.  Amphiodia fissa ingår i släktet Amphiodia och familjen trådormstjärnor. Inga underarter finns listade i Catalogue of Life.